# 慢性前立腺炎
慢性前立腺炎（まんせいぜんりつせんえん）とは、文字通り慢性の前立腺炎と定義されるが、その診断・治療は必ずしも容易では無い。会陰部痛・違和感、排尿関連症状を初め多彩な症状がありえ、原因にも病態により諸説考えられている。

## 原因
この慢性前立腺炎の原因は、急性の細菌性前立腺炎が慢性化して起こる場合と、何らかの基礎疾患があるか、カテーテルが入っているか、結石のような異物があり、それがブドウ球菌、腸球菌、セラチア菌などの細菌によって慢性的に起こる場合がある。
ただ細菌が原因となる慢性前立腺炎は10％程度と比較的少なく、ほとんどが細菌とは関係の無い非細菌性慢性前立腺炎である。非細菌性慢性前立腺炎の原因は、骨盤付近の筋肉の緊張や血流の悪さや、ストレスや精神的な物（＝自律神経が乱れ、痛覚を感じやすくなっている、筋肉が緊張しやすくなっている）など諸説ある。骨盤の肩凝りと言われたりもする。疫学的研究では英国及び米国で自転車の運用に関連が示唆された。５０歳代以上で毎日１時間以上自転車を運用している人の集団はそうでない人に比べて３０％発生率が高かった。
泌尿器科医で慢性前立腺炎について原因や治療法を理解してる人はほぼいないと言っても過言ではない（そもそも医学書に原因や治療法が詳しく書かれていない、泌尿器科医•泌尿器科学会は癌治療•研究がメインのため慢性前立腺炎にあまり興味がなく、研究が進んでいない)。
その為、掲示板やSNSなどを用いて、実際の患者から情報を収集して、色々な治療法を試していくのが良いと思われる。。

## 症状
会陰部痛・違和感、睾丸痛、排尿関連症状（排尿困難、頻尿など）を初め多彩な症状がありえる。会陰部が圧迫されると症状が増すことが多く、症状がひどいと椅子に座るのが困難になる。微熱程度の発熱（38度以下程度）、前立腺肥大症や慢性膀胱炎のような症状、精液に膿や血液が混じるなどもありうる。。

## 診断
前立腺をマッサージして前立腺の分泌物を調べたり、マッサージ後の尿を調べて細菌を検査する事になるが、細菌を検出するのが難しい場合もある。直腸のほうから前立腺を触ってみると、硬くゴツゴツした前立腺を触れる事もあるが、余り所見の無い事もある。

## 治療
急性前立腺炎から慢性化して起こる場合や、細菌性の慢性前立腺炎の場合は、抗菌剤を用いて保存的に治療する。
非細菌性慢性前立腺炎の一般的な治療法はセルニルトンやエルサメットsなどの植物的製剤を飲むことだが、効かないことも多い。
α1ブロッカーという前立腺肥大症の薬が有効な事もある。
非細菌性慢性前立腺炎では、物理療法、運動療法として温熱療法（湯船に毎日浸かる、腰の仙骨にカイロを当てるなど）や下半身のストレッチや有酸素運動が行なわれる事もある。骨盤付近の筋肉の緊張を解くことや血流をよくすることが目的である。また四逆散や柴胡加竜骨牡蛎湯などの精神を安定させる作用のある漢方薬が有効なこともある。抗不安薬（ベンゾジアゼピン）も症状を取るのには有効だと思われるが、依存性があり、長期に飲むと耐性ができ効かなくなってくる上に、離脱症状が強くなりやめるのが難しくなるため、オススメはできない。。
治療の大半は保存的な治療が主体となり、治癒するまでは通常長くかかり、数年かかる場合もある。